# ریکاردو فوگلی
ریکاردو فوگلی (به انگلیسی: Riccardo Fogli) (زاده ۲۱ اکتبر ۱۹۴۷) خواننده ایتالیایی است.
او نماینده ایتالیا در مسابقه آواز یوروویژن ۱۹۸۳ بود .